# سیارک ۹۵۹۵۹
سیارک ۹۵۹۵۹ (به انگلیسی: 95959 Covadonga، نامگذاری:2003SU224) نود و پنج هزار و نهصد و پنجاه و نهمین سیارک کشف شده‌است که در ۲۸ سپتامبر ۲۰۰۳ کشف شد.